# قطعنامه ۱۳۳ شورای امنیت
قطعنامه ۱۳۳ شورای امنیت سازمان ملل متحد که در تاریخ ۲۶ ژانویه ۱۹۶۰ تصویب شد، سندی بین‌المللی دربارهٔ پذیرش اعضای جدید سازمان ملل متحد: کامرون است. این قطعنامه طی نشست ۸۵۰ام با ۱۱ موافق، ۰ مخالف و ۰ ممتنع تصویب شد.